# Dan Margalit
Dan Margalit (6 de março de 1976) é um matemático estadunidense, professor do Instituto de Tecnologia da Geórgia. Suas áreas de pesquisa incluem teoria geométrica de grupos e topologia de baixa dimensão, com foco especial sobre grupos de mapeamento clássico de superfícies.

## Formação e carreira
Margalit obteve o grau de bacharel na Universidade Brown. Obteve um doutorado na Universidade de Chicago em 2003, orientado por Benson Farb, com a tese Algebra versus Topology in Mapping Class Groups. Foi membro da faculdade da Universidade Tufts de 2008 a 2010, antes de seguir para o Instituto de Tecnologia da Geórgia.

## Prêmios e honrarias
Margalit foi eleito membro da American Mathematical Society em 2019. Recebeu o Prêmio Levi L. Conant de 2021 da American Mathematical Society.

## Publicações selecionadas
Livros
- Farb, Benson; Margalit, Dan (2011). A Primer on Mapping Class Groups. [S.l.]: Princeton University Press. ISBN 978-1-4008-3904-9[5]
- Clay, Matt; Margalit, Dan (2017). Office Hours with a Geometric Group Theorist. [S.l.]: Princeton University Press. ISBN 978-1-4008-8539-8[6]

Traduções
- Fathi, Albert; Laudenbach, François; Poénaru, Valentin (2012). Thurston's Work on Surfaces (translation from French). Traduzido por Kim, Djun; Margalit, Dan. [S.l.]: Princeton University Press. ISBN 978-0-691-14735-2[7]